# レプリカント (雑誌)
『レプリカント』（Replicant）は竹書房が発行しているフィギュア専門誌。年2-3冊のペースで刊行されている他、随時増刊が刊行されている。
ワンダーフェスティバルなどのイベント会場限定ディーラーフィギュアガレージキット（GK）の写真紹介を始め、メーカーのGK・完成品フィギュア新製品の紹介、フィギュア製作技法記事、あさのまさひこによる業界動向記事「レプリカント・ワークショップ」、「ビキニンジャ」連載などが掲載されている。

## 増刊
レプリカントワークス
総集編。既刊6冊。
レプリカントEX
フィギュア製作技法に特化した内容の増刊。塗装工程のDVD付属。既刊3冊。
レプリカントメカニクス
メカモデルに特化した内容の増刊。既刊2冊。
宮川武作品集 T's CHRONICLES
エヴァンゲリオン･フィギュア・アーカイヴ
MONSTER HUNTER 3D ARCHIVE